# Hillcrest Park

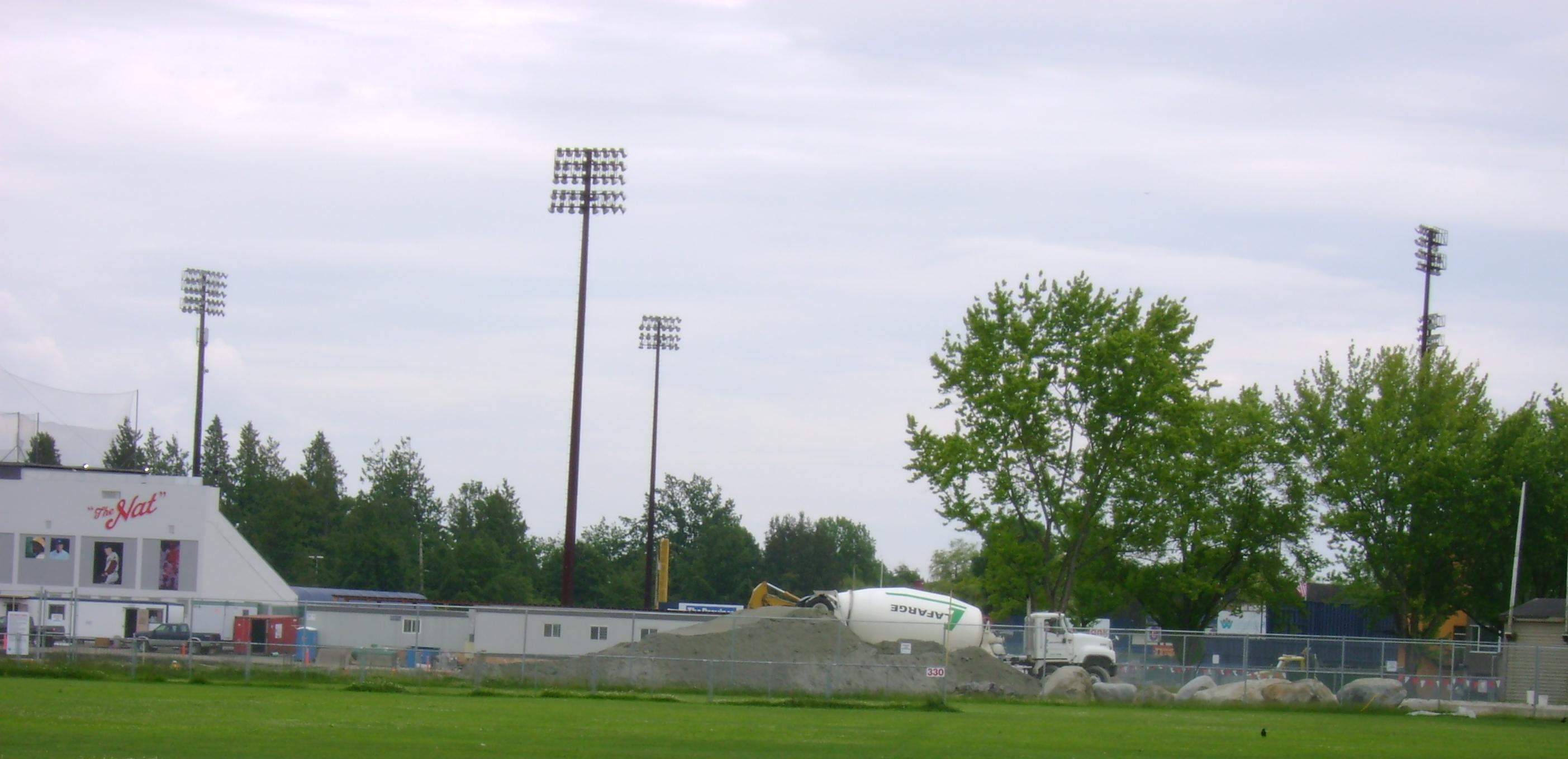
Hillcrest Park

A Hillcrest Park egy vancouveri park, melynek területén több kisebb–nagyobb sportlétesítmény található. A park az egyik legfontosabb kikapcsolódást biztosító hely a vancouveriek számára. Közvetlen szomszédságában található a II. Erzsébet Királynő Park, illetve a város baseball-csapatának otthont adó Nat Bailey Stadion, illetve a Millenniumi Sportcentrum (Millennium Sports Centre), ahol több kisebb sportegyesület tagjai.
A park déli peremén található a Vancouveri Curling Club sporttelepe, amely a 2010-es téli olimpián a Curlingtorna helyszíne volt. A területen korábban a sportklub 5 pályát számláló csarnoka állt, amelyet 2007-ben bezártak és elbontottak, hogy az olimpia kezdetére a park szívében felépítsenek egy minden követelménynek megfelelő új csarnokot. Az átépítés 2007 februárjában kezdődött, az új csarnok két évvel később nyílt meg. 
A curling-központban nyolc csúszókorong pálya kapott helyet, a versenyek alatt 6000 néző követheti figyelemmel a küzdelmet. A játékok után a létesítmény újabb átalakítás során nyeri el végleges formáját. Ekkor közösségi központ, kiállítási központ, jégkorongpálya és könyvtár nyílik meg az épületben.